# 미즈노 가쓰나리

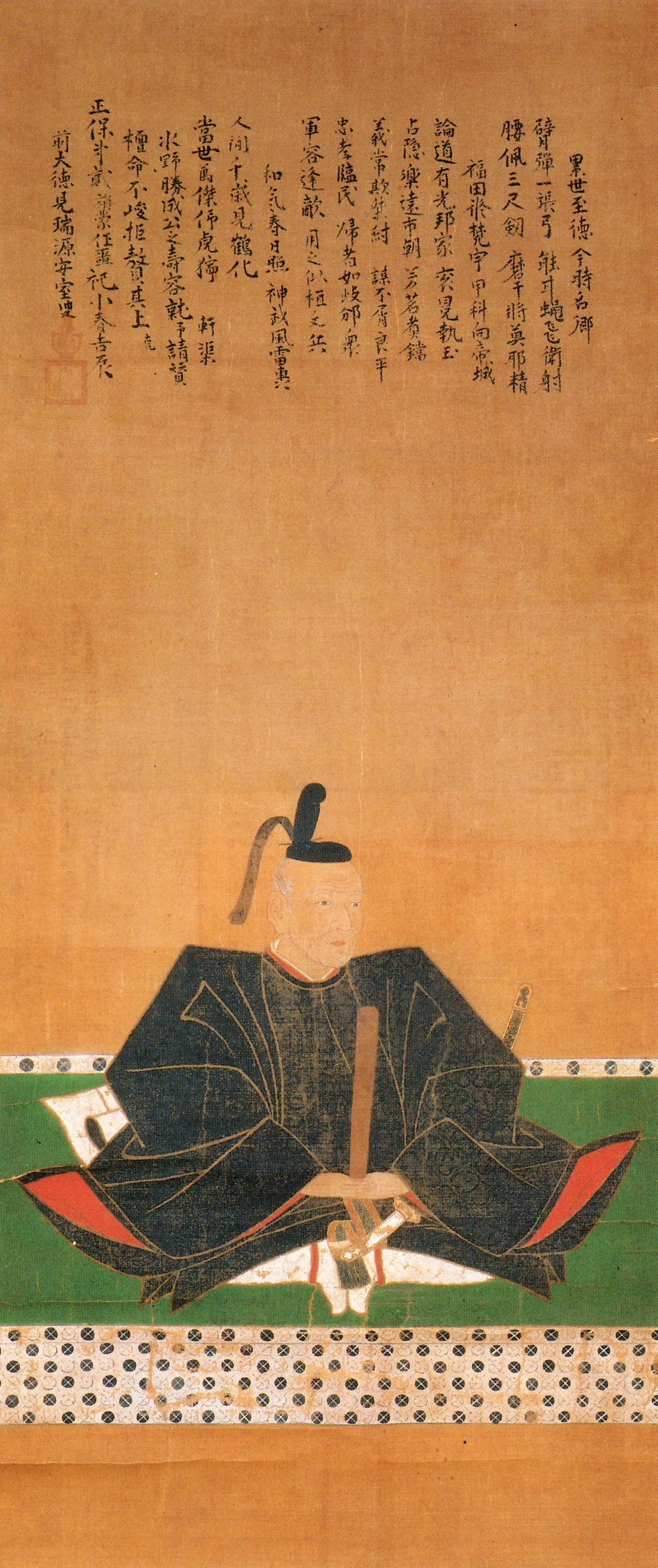
미즈노 가쓰나리

미즈노 가쓰나리(일본어: 水野勝成)는 센고쿠 시대부터 에도 시대 초기까지의 무장·다이묘이다. 미카와 가리야 번주, 야마토 고리야마 번주, 빈고 후쿠야마 번 초대 번주를 지냈다.
도쿠가와 이에야스에게는 씨다른 사촌 동생, 야마가와 번주 미즈노 다다모토에게 사촌 형에 해당한다.